# M77 (天体)
座標:  02h 42m 40.771s, −00° 00′ 47.84″
M77 (NGC 1068) はくじら座にある渦巻銀河である。

## 概要
6000万光年も離れているのに、みかけの直径は大きく明るい。実際の広がりが17万光年と大きな渦状銀河で、中心部が明るく輝くセイファート銀河である。中心部には1500万太陽質量を持ったブラックホールが存在し、そこへ落ち込む物質が加熱され、強い光の源となっている。
M77は銀河系の最も近くにあるセイファート銀河で活発な研究の対象となっている。この銀河を対象とした研究論文の数は、他の銀河を対象とした論文の総数より多いほどである。
口径5cmの望遠鏡で小さな光芒として見える。口径8cmの望遠鏡では球状星団をぼかしたようにみえる。口径10cm程度の望遠鏡ではやや明るい中心部と周りが薄れた丸い形が見える。倍率を上げてもあまり暗くならない。微かに腕の部分が見えてくるようになる。口径20cmの望遠鏡では、ほぼ円形の光芒として見えてくる。口径50cmでは腕の構造や暗黒帯が見えてくる。

## 観測史
1780年ピエール・メシャンによって発見された。同年12月17日シャルル・メシエが観測し「小さな星からなり、やや星雲状物質を交え、くじら座δと平行する…」と記した。ウィリアム・ハーシェルは1814年よい機械では星状に見えると記した。ジョン・ハーシェルは「きれいで大きく不正円形。中心部が明るく核があり一部分かれる」とした。ロス卿は3回の観測で「青い星雲」「中心部の後続部分は平坦」「中心部は渦状だと思う」と記している。1862年、ラッセルは口径48インチ望遠鏡で渦状であることを確認した。

## ギャラリー

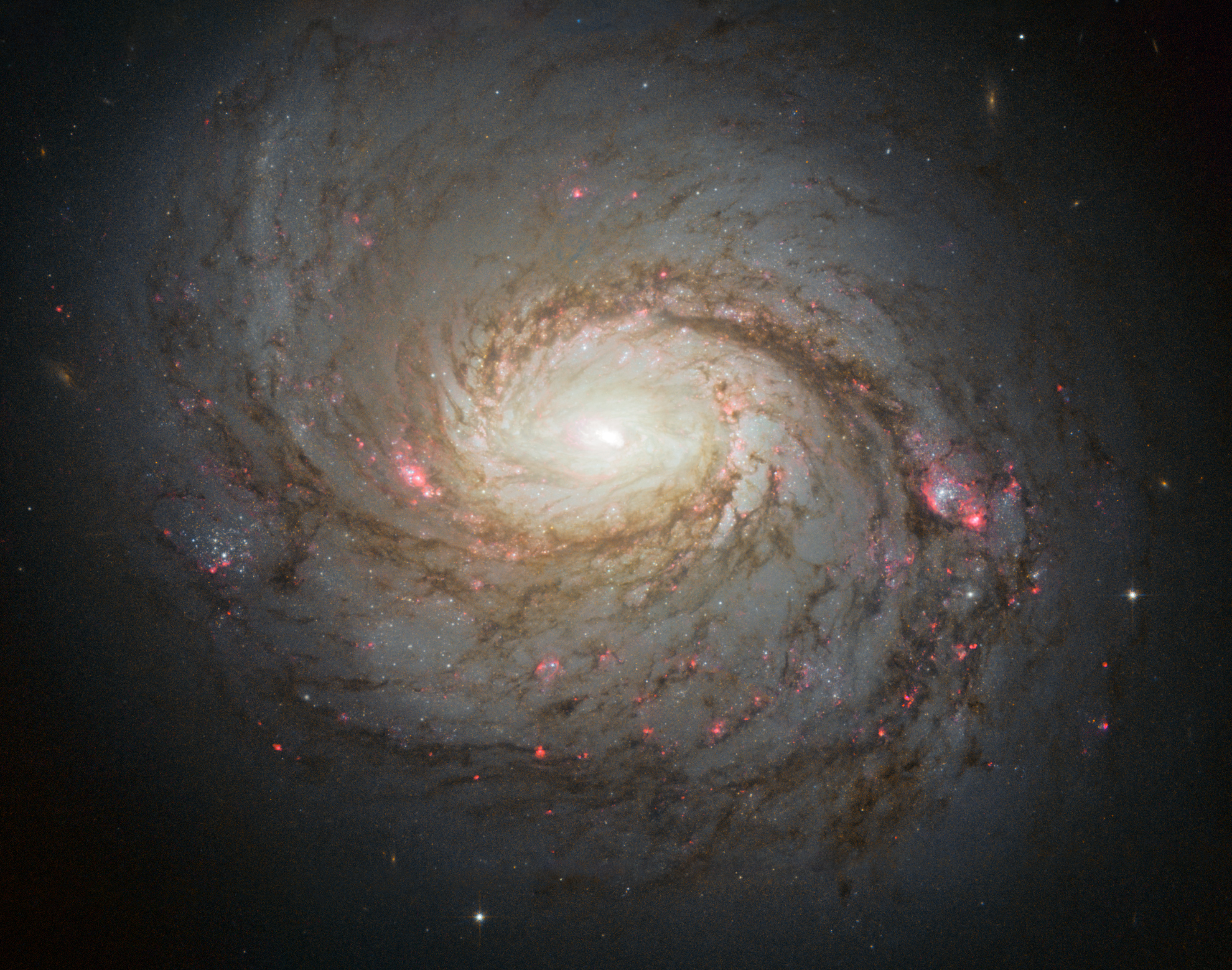
M77